# Liste des matchs de l'équipe d'Eswatini de football par adversaire
Cette liste présente les matchs de l'équipe d'Eswatini (Swaziland) de football par adversaire rencontré. Lorsqu'une rivalité footballistique particulière existe entre l'Eswatini et un autre pays, une page spécifique est parfois proposée.
- Haut – A
- B
- C
- D
- E
- F
- G
- H
- I
- J
- K
- L
- M
- N
- O
- P
- Q
- R
- S
- T
- U
- V
- W
- X
- Y
- Z

## A

### Angola
Confrontations entre l'Angola et le Swaziland :
| Date             | Lieu              | Match              | Score | Compétition                                 |
| 2 septembre 1990 | Lobamba Swaziland | Swaziland - Angola | 1-1   | Qualifications pour la Coupe d'Afrique 1992 |
| 16 juillet 1991  | Luanda Angola     | Angola - Swaziland | 1-1   | Qualifications pour la Coupe d'Afrique 1992 |
| 8 mars 1998      | Lobamba Swaziland | Swaziland - Angola | 0-1   | Match amical                                |
| 9 avril 2000     | Lobamba Swaziland | Swaziland - Angola | 0-1   | Qualifications pour la Coupe du monde 2002  |
| 23 avril 2000    | Luanda Swaziland  | Angola - Swaziland | 7-1   | Qualifications pour la Coupe du monde 2002  |
| 6 janvier 2001   | Manzini Swaziland | Swaziland - Angola | 1-0   | Match amical                                |
| 3 septembre 2006 | Lobamba Swaziland | Swaziland - Angola | 0-2   | Qualifications pour la Coupe d'Afrique 2008 |
| 17 juin 2007     | Luanda Angola     | Angola - Swaziland | 3-0   | Qualifications pour la Coupe d'Afrique 2008 |

Bilan
- Total de matchs disputés : 8
- Victoires de l'équipe d'Angola : 5
- Victoires de l'équipe du Swaziland : 1
- Match nul : 2

## C

### Comores

#### Confrontations
Confrontations entre le Swaziland puis l'Eswatini et les Comores :
|   | Date            | Lieu     | Match               | Score | Compétition               |
| - | --------------- | -------- | ------------------- | ----- | ------------------------- |
| 1 | 22 octobre 2009 | Bulawayo | Swaziland - Comores | 3-0   | Coupe COSAFA 2009 (gr. B) |
| 2 | 27 mai 2019     | Umlazi   | Eswatini - Comores  | 2-2   | Coupe COSAFA 2019 (gr. A) |

#### Bilan
Au 16 juin 2019 :
- Total de matchs disputés : 2
- Victoires de l'Eswatini : 1
- Matchs nuls : 1
- Victoires des Comores : 0
- Total de buts marqués par l'Eswatini : 5
- Total de buts marqués par les Comores : 2

## M

### Maurice
| Date            | Lieu                    | Match               | Score         | Compétition       |
| 2 novembre 1997 | Swaziland               | Swaziland - Maurice | 0-1           | Match amical      |
| 1er août 2002   | Swaziland               | Swaziland - Maurice | 0-1           | Match amical      |
| 3 août 2002     | Swaziland               | Swaziland - Maurice | 0-0           | Match amical      |
| 26 mai 2007     | Lobamba, Swaziland      | Swaziland - Maurice | 0-0 (5-6 tab) | Coupe COSAFA 2007 |
| 19 juillet 2008 | Witbank, Afrique du Sud | Maurice - Swaziland | 1-1           | Coupe COSAFA 2008 |

## S

### Seychelles
| Date            | Lieu                    | Match                  | Score | Compétition       |
| 23 juillet 2008 | Witbank, Afrique du Sud | Seychelles - Swaziland | 0-1   | Coupe COSAFA 2008 |
| 18 octobre 2009 | Bulawayo, Zimbabwe      | Swaziland - Seychelles | 2-1   | Coupe COSAFA 2009 |

### Sierra Leone

#### Confrontations
Confrontations entre la Sierra Leone et le Swaziland :
|   | Date        | Lieu     | Match                    | Score | Compétition                                                  |
| - | ----------- | -------- | ------------------------ | ----- | ------------------------------------------------------------ |
| 1 | 18 mai 2014 | Lobamba  | Swaziland - Sierra Leone | 1-1   | Qualifications à la Coupe d'Afrique des nations 2015 (gr. D) |
| 2 | 31 mai 2014 | Freetown | Sierra Leone - Swaziland | 1-0   | Qualifications à la Coupe d'Afrique des nations 2015 (gr. D) |

#### Bilan
Au 22 avril 2019 :
- Total de matchs disputés : 2
- Victoires de la Sierra Leone : 1
- Matchs nuls : 1
- Victoires du Swaziland : 0
- Total de buts marqués par la Sierra Leone : 2
- Total de buts marqués par le Swaziland : 1